# Lilla Aubert
Lilla Aubert (Christiania, 28 maart 1856 – aldaar, 26 februari 1942) was een Noors zangeres.
Johanne Karoline "Lilla" Aubert was gehuwd met pastoor Jens Lauritz Hemsen (1855-1891), waarmee ze minstens zeven kinderen kreeg. Hun dochter Sofie huwde Holger Vilhelm Koefoed, directeur. Een andere dochter Ellen Dorothea huwde een Noors ingenieur Christian Liljoe Fangen. In 1910 stond ze bekend als weduwe en gepensioneerd. Ze ligt begaven in Oslo naast haar zoon, die dezelfde naam heeft als haar man.
Ze zong op een aantal concerten, maar moest het meer hebben van het lesgeven. Ze hanteerde daarbij de methode van Fritz Arlberg, waarschijnlijk haar leraar. Ze had een stem die viel tussen mezzosopraan en alt.
Enkele concerten:
- 24 januari 1877: Studentensocieteit; een concert van Agathe Backer-Grøndahl, Gudbrand Bøhn, Fredrik Ursin en Moritz Blodek; Aubert zong liederen van Felix Mendelssohn Bartholdy en Friedrich Curschmann.
- 25 januari 1898: Volksconcert met onder andere Lizzie Winge en Axel Andersen in Oslo.